# متلازمة العروة العمياء
متلازمة العروة العمياء أو متلازمة العروة المقفلة (بالإنجليزية: Blind loop syndrome)‏ تحدت عند وجود ركودة في الأمعاء فيزداد التكاثر الجرثومي ضمنها ومن ثم يحدث إسهال وقد يكون مدمي.

## الأسباب
كل ما يسبب ركودة في الأمعاء أو الكولون
- تضيق الأمعاء
- الرتوج الكبيرة في الأمعاء
- خزل الأمعاء
- أورام الامعاء والكولون
- المفاغرات الجراحية

## فيزيولوجيا المرض
يحدث الإسهال بسبب زيادة التكاثر الجرثومي
1. حيث تقوم الجراثيم بتحويل الحمض الأميني التربتوفان إلى الحمض الأميني الأندول

فتحدث بيلة الأندول، ومع الوقت تبدأ الوذمات بالظهور بسبب نقص بروتينات الدم التالي لعدم توفر الحمض الأميني التربتوفان الذي استهلكته الجراثيم،
1. الجراثيم المتكاثرة تنتزع الأملاح الصفراوية عن المذيلات Micelles فينقص امتصاص الدسم ويحدث إسهال دهني
2. تقوم الجراثيم بتخريش مخاطية الأمعاء مسببة افراز الماء للمعة ويحدث إسهال مائي.

## التشخيص
1. معايرة الأندول بالبول
2. عيار الهيدروجين بالنَفَس

## المعالجة
يمكن إجراء معالجة تجريبية لتأكيد التشخيص تتم بإعطاء صادات حيوية فتتحسن الأعراض
الأدوية المستخدمة:
- تتراسكلين
- أمبيسللين
- كوتريموكسازول
- سولفاميتوكسازول
- أوغمنتين
- ميترونيدازول
- سبيروفلوكساسين

يعطى أحد هذه الأدوية لمدة ستة أيام ويتأكد التشخيص عند تحسن الأعراض.